# ممشى تل أبيب

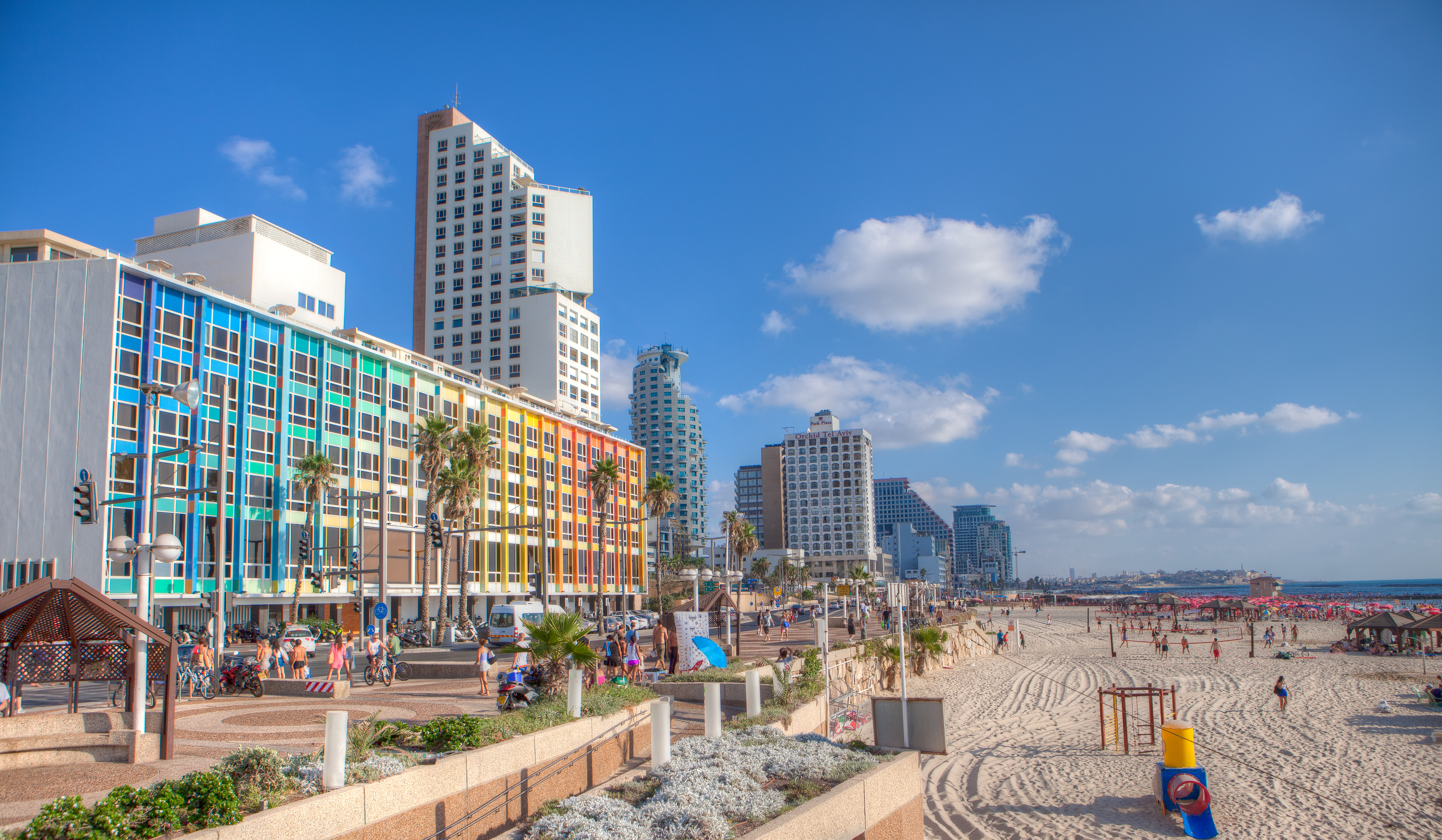
كورنيش تل أبيب

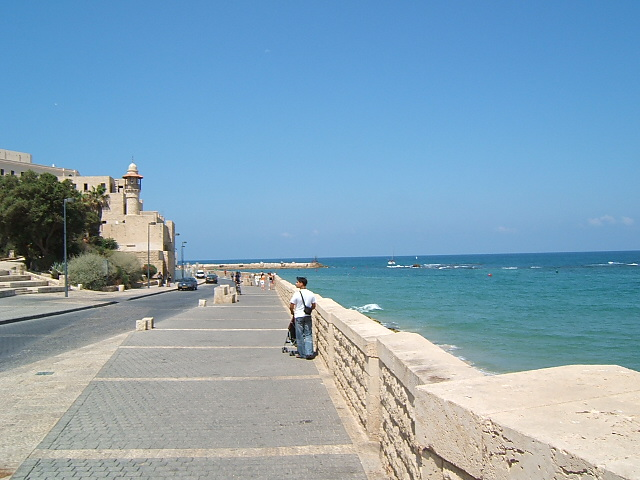
كورنيش أسوار مدينة يافا

كورنيش تل أبيب (بالعبرية: טיילת תל אביב-יפו‏) (يشار إليها في العبرية ببساطة باسم «تاياليت»،הטיילת - أي الكورنيش) يمتد على طول شاطئ البحر الأبيض المتوسط في مدينة تل أبيب، إسرائيل.

## التاريخ
في أواخر الثلاثينيات، قرر مجلس المدينة بناء كورنيش ليكون فاصلا بين مناطق الاستحمام وبين المنطقة المخصصة للمشي والتنزه. وامتد من شاطئ بوغراشوف إلى حيث يقع شاطئ القدس (جيولا سابقًا) الآن. وكان إنشاء الكورنيش نقطة تحول في الصورة الشائعة لساحل المدينة.
وحين اندلعت الحرب العالمية الثانية في سبتمبر 1939، قام نظام الانتداب البريطاني بحظر الاستحمام على الشاطئ. ونتيجة لذلك، هُجرت شواطئ المدينة وأهملت. بالإضافة إلى ذلك، كانت المدينة الجديدة النامية تصب مياه الصرف الصحي في البحر وتم حظر الشواطئ للاستحمام لأسباب صحية.
تحولت الفنادق والمقاهي المطلة على البحر إلى حانات مشبوهة، ولكازينوهات قمار وبيوت دعارة. وامتنع الجمهور عن زيارة المنطقة، وتم نقل المراكز الترفيهية بالمدينة إلى وسط المدينة، إلى مناطق مثل شارع ديزنغوف.
في عام 1942، تم تأسيس ميدان لندن في الجزء الشمالي من الكورنيش. وفي عام 1953، تم تأسيس Gan-hatsmaut (حديقة الاستقلال) على تل من الحصى فوق شاطئ هيلتون. و
في عام 1965، وعند افتتاح ميناء أشدود، تم إغلاق مينائي تل أبيب ويافا.
وفي ثمانينات القرن العشرين تأسست «شافدان» وهي هيئة معالجة مياه الصرف الصحي، التي قامت بنقل مياه الصرف الصحي إلى محطة المعالجة وليس إلى البحر. وقد أتاح ذلك تنظيف الشواطئ وإجراء الاستعدادات لفتحها مرة أخرى للجمهور للاستحمام.
وخلال تلك الفترة، وضعت حواجز أمواج تومبولو، مما تسبب في توسع كبير في الشواطئ مما سمح لعدد أكبر من الناس بالدخول. وأعيد بناء العديد من المنشآت الخاصة بالشاطئ وأعيد افتتاحها.
في عام 2011 قامت بلدية تل أبيب بترميم وتجديد الكورنيش. واليوم يمتد من ميناء تل أبيب إلى ميناء يافا.

## الأقسام

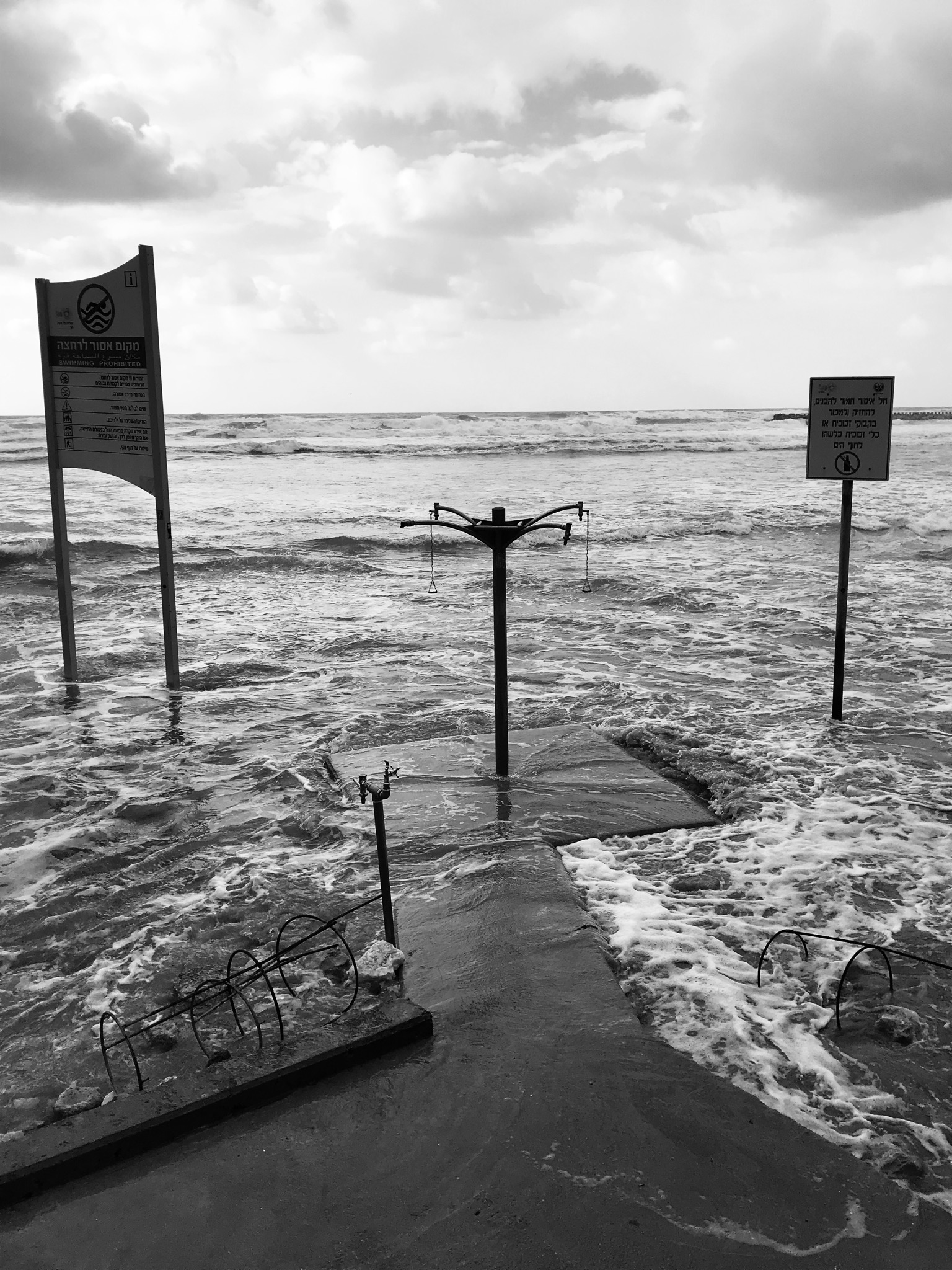
كورنيش تل أبيب، فيضانات ميتزيزيم الشتوية

- منتزه تل باروخ - يمتد ممشى تل باروخ بين شاطئ تل باروخ في الشمال ونهر اليركون في الجنوب. وتم افتتاحه في عام 2009 في منطقة كانت تابعة سابقًا لمحطة كهرباء ريدينغ و مطار سدي دوف.. تطلب بناء الكورنيش جسرًا طويلًا للمشاة فوق أرصفة محطة الطاقة. وهو مرصوف بالخرسانة مع ممرات منفصلة للمشاة وراكبي الدراجات. الجانب الشرقي، المتاخم لسدي دوف، محاط بنباتات الشاطئ، بينما يسمح الجانب الغربي بالوصول إلى الشاطئ الخفي على طوله. هذا الجزء من المتنزه منعزل في الغالب عن المدينة، على الرغم من وجود خطط لبناء منشآت على طوله، في حالة نقل المطار.
- منتزه الميناء - يمتد على طول ميناء تل أبيب المرمم، بين مصب نهر اليركون وشاطئ ميتزيزيم. تم افتتاحه في عام 2005، ويتكون من سطح خشبي مبني على طول الجدار البحري القديم للميناء. ويتميز بالطابع التجاري، ففيه العديد من المقاهي والمطاعم والمحلات التجارية، ولكن بدون أي شواطئ للاستحمام.
- كورنيش ميتزيزيم/ هيلتون: ويمتد هذا الكورنيش بين شاطئ ميتزيزيم في الشمال وشاطئ غوردون في الجنوب. ويحتوي هذا الكورنيش على قسمين متميزين: قسم أقدم بين شاطئي ميتزيزيم وهيلتون وأحدث بين هيلتون وجوردون.
- منتزه لاهات (شارع هربرت صموئيل) - المتنزه الرئيسي في تل أبيب، المؤدي من شاطئ جوردون إلى شاطئ أفيف. تم بناء الكورنيش عام 1939 كمتنزه ضيق مرتفع فوق مستوى سطح البحر. في الثمانينيات تم هدمه استعدادًا لإعادة الإعمار. في عام 1982، تم افتتاح القسم الأول للجمهور. المنتزه الجديد واسع ومرصوف بالحصى. يفصله عن الشاطئ شريط ضيق من نباتات الشاطئ. على الكورنيش العديد من المنحوتات الفنية واللوحات التذكارية. في عام 1998، تمت إعادة تسمية المتنزه تكريما للعمدة السابق شلومو لاهات، الذي كان في منصبه خلال سنوات البناء ودعا لبناؤه.
- منتزه شاعار ليافو (البوابة لكورنيش يافا) - القسم الذي يربط بين منتزه تشارلز كلور ويافا.
- ممشى خموت هيام (متنزه الحواجز البحرية) وهو القسم الذي يربط بين منتزه شاعار ليافو وميناء يافا. تم تحديد الخطوط العريضة للأسوار القديمة المهدمة في يافا على رصيف التنزه.

## روابط خارجية
- موقع بلدية تل أبيب
- كورنيش تل أبيب إسرائيل 60، تل أبيب 100 - تصوير ليف بوروديولين
- 10 أماكن للزيارة حول كورنيش تل أبيب